# Thể chế đại nghị
Thể chế đại nghị hoặc Đại nghị chế với đặc điểm là nhánh hành pháp của chính quyền phụ thuộc vào sự cho phép trực tiếp hoặc gián tiếp của quốc hội, thường được biểu thị qua quyền bỏ phiếu tín nhiệm. Như thế, không có sự phân biệt rạch ròi giữa nhánh hành pháp và nhánh lập pháp, dẫn đến tình trạng thiếu sự giám sát và cân bằng quyền lực là nguyên lý căn bản trong thể chế tổng thống. Tuy nhiên, đại nghị chế thường được tán dương, khi so sánh với tổng thống chế, là do tính linh hoạt và nhanh nhạy đối với phản ứng của công luận. Mặt khác, hệ thống này thường bị xem là thiếu ổn định như trong trường hợp của nền Cộng hòa Weimar của Đức và Đệ Tứ Cộng hòa của Pháp. Trong thể chế đại nghị có sự phân biệt rõ ràng giữa chức danh đứng đầu chính phủ và chức danh đứng đầu nhà nước, với thủ tướng là người đứng đầu chính phủ và người đứng đầu nhà nước thường là một nhân vật được bổ nhiệm hoặc một quân vương với chút ít quyền lực hoặc chỉ là một vị trí có tính nghi lễ. Dù vậy, một số quốc gia theo đại nghị chế đã thiết lập chức vụ tổng thống dân cử là người đứng đầu nhà nước với một số thẩm quyền nhằm duy trì thế cân bằng quyền lực cho hệ thống chính trị (gọi là thể chế cộng hòa đại nghị).
Trong số các quốc gia theo đại nghị chế có những nước được cai trị bởi một liên minh cầm quyền cấu thành bởi nhiều chính đảng, do chế độ bầu cử đại biểu theo tỷ lệ (proportional representation). Trong khi đó, những nước chấp nhận hệ thống chọn ra một đại biểu cho một đơn vị bầu cử (first past the post) thường có chính phủ được thành lập bởi một chính đảng. Anh Quốc là một thí dụ cho trường hợp này. Kể từ sau Chiến tranh thế giới thứ hai, chỉ có một kỳ tổng tuyển cử (tháng 1 năm 1974) mà không có chính đảng nào giành được thế đa số tại quốc hội. Song, các thể chế đại nghị tại châu Âu đại lục chấp nhận hệ thống đại diện theo tỷ lệ, thường dẫn đến các kết quả bầu cử mà không có chính đảng nào có thể giành được thế đa số.
Đại thể, hiện có hai hệ thống dân chủ đại nghị:
- Hệ thống Westminster hoặc Mô hình Westminster được chấp nhận rộng rãi trong vòng các quốc gia thuộc Khối Thịnh vượng chung Anh. Quốc hội tại các nước này thường tranh cãi quyết liệt trong các kỳ họp, và phiên họp toàn thể thường không quan trọng bằng các ủy ban của quốc hội. Một số quốc hội được bầu theo hệ thống một đại diện cho một đơn vị bầu cử (Úc, Canada, Ấn Độ và Vương quốc Liên hiệp Anh và Bắc Ireland), trong khi những nước khác chọn hệ thống đại diện theo tỷ lệ như Cộng hòa Ireland và New Zealand. Dù bầu phiếu theo hệ thống đại diện theo tỷ lệ, cử tri cũng bầu cho từng ứng viên cụ thể chứ không chọn một danh sách của một chính đảng. Mô hình này dành chỗ cho sự phân quyền nhiều hơn mô hình Tây Âu, nhưng vẫn là không đáng kể nếu so với hệ thống bầu cử tại Hoa Kỳ.
- Mô hình Đại nghị Tây Âu (Tây Ban Nha, Đức) có khuynh hướng tạo ra một cơ chế tranh luận dẫn đến sự đồng thuận. Hệ thống bầu cử đại diện theo tỷ lệ được áp dụng tại đây. Các ủy ban quốc hội tại những nước này ngày càng có nhiều quyền lực hơn kỳ họp toàn thể. Mô hình đại nghị này đôi khi được gọi là Mô hình Tây Đức – vì nó được sử dụng tại Quốc hội Tây Đức, về sau là nước Đức thống nhất.

Cũng có một mô hình tổng hợp, phối hợp các yếu tố từ tổng thống chế và đại nghị chế, mà biểu trưng là Thể chế Tổng thống Bán phần (semi-presidential system) - còn gọi là Chế độ Cộng hòa Lưỡng tính - của nền Đệ Ngũ Cộng hòa của Pháp. Kể từ đầu thập niên 1990, nhiều quốc gia Đông Âu chấp nhận mô hình này.

## Đặc điểm
Hệ thống nghị viện tạo điều kiện thuận lợi cho tiến trình thông qua các dự luật, bởi vì nhánh hành pháp trực tiếp hoặc gián tiếp phụ thuộc vào sự ủng hộ của nhánh lập pháp, và thường cấu thành bởi các thành viên quốc hội. Trong thể chế tổng thống, người đứng đầu nhánh hành pháp hoàn toàn độc lập với quốc hội. Như thế, nếu hành pháp và lập pháp chịu kiểm soát bởi hai chính đảng đối lập nhau sẽ dẫn đến tình trạng bế tắc. Cựu Tổng thống Hoa Kỳ Bill Clinton thường xuyên đối đầu với vấn nạn này từ khi Đảng Cộng hòa kiểm soát Quốc hội suốt phần lớn thời gian Clinton ngồi trong Nhà Trắng. Cũng có khi tổng thống phải đối diện với vấn nạn này dù đảng của ông chiếm đa số tại Quốc hội như trường hợp của Tổng thống Jimmy Carter.
Nhằm mục đích dễ dàng thông qua các dự luật, thể chế đại nghị có sức hấp dẫn đối với những quốc gia bị phân hóa trong các lĩnh vực như chủng tộc, màu da, hoặc ý thức hệ. Trong thể chế tổng thống, mọi quyền lực hành pháp đều tập trung trong tay của tổng thống, trong khi hệ thống đại nghị phân bổ quyền lực cho một tập thể. Năm 1989, khi Thỏa hiệp Taif được ký kết nhằm dành cho cộng đồng Hồi giáo nhiều quyền lực hơn, Liban đã từ bỏ thể chế nửa tổng thống, với quyền lực tập trung vào tổng thống, để chấp nhận một thể chế có cấu trúc tương đồng với hệ thống đại nghị. Tương tự, Iraq bác bỏ tổng thống chế vì e ngại thể chế này sẽ tập trung quyền lực vào cộng đồng Shiite.
Trong tác phẩm Hiến pháp Anh Quốc, Walter Bagehot tán dương đại nghị chế vì thể chế này kiến tạo nhiều cuộc tranh luận nghiêm túc, cho phép diễn ra sự chuyển đổi quyền lực mà không cần tổ chức bầu cử, và không giới hạn việc tổ chức bầu cử trong những thời hạn cố định. Theo Bagehot, các kỳ bầu cử được ấn định bốn năm một lần theo cách của Hoa Kỳ là không tự nhiên.
Các học giả như Juan Linz, Fred Rígg, Bruce Ackerman, và Robert Dahl cho rằng thể chế đại nghị giúp hạn chế những biến động chính trị dẫn đến sự sụp đổ các chế độ cầm quyền. Họ chỉ ra rằng kể từ Chiến tranh thế giới thứ hai, hai phần ba các nước thế giới thứ ba với chính quyền đại nghị đã chuyển đổi thành công sang dân chủ. Ngược lại, không một nước nào thuộc thế giới thứ ba theo tổng thống chế đã chuyển đổi thành công để trở thành một nền dân chủ mà không xảy ra đảo chính hoặc thay đổi hiến pháp. Theo Bruce Ackerman, có ba mươi quốc gia đã thử nghiệm hệ thống kiểm tra và cân bằng quyền lực kiểu Mỹ, và "Tất cả những nước này, không có ngoại lệ, đều phải trải qua những cơn ác mộng triền miên".
Một nghiên cứu mới đây của Ngân hàng Thế giới nhận ra rằng thể chế đại nghị có thể kìm giữ nạn tham nhũng ở mức độ thấp .

## Danh sách một số quốc gia theo thể chế đại nghị

### Một viện
| Quốc gia                    | Nghị viện                 |
| --------------------------- | ------------------------- |
| Albania                     | Kuvendi                   |
| Bangladesh                  | Jatiyo Sangshad           |
| Bulgaria                    | Narodno sabranie          |
| Botswana                    | Quốc hội Botswana         |
| Bồ Đào Nha                  | Assembleia da República   |
| Burkina Faso                | Quốc hội Burkina Faso     |
| Croatia                     | Sabor                     |
| Đan Mạch                    | Folketing                 |
| Dominica                    | Quốc hội Dominica         |
| Estonia                     | Riigikogu                 |
| Phần Lan                    | Eduskunta/Riksdag         |
| Hy Lạp                      | Boulē ton Ellinon         |
| Hungary                     | Országgyűlés              |
| Iceland                     | Althing                   |
| Israel                      | Knesset                   |
| Kosovo                      | Kuvendi                   |
| Kuwait                      | Majlis Al-Umma            |
| Latvia                      | Saeima                    |
| Liban                       | Majlis an-Nuwwab          |
| Litva                       | Seimas                    |
| Luxembourg                  | D'Chamber                 |
| Macedonia                   | Sobranie                  |
| Malta                       | Kamra tad-Deputati        |
| Mauritius                   | National Assembly         |
| Moldova                     | Parlamentul               |
| Montenegro                  | Skupština Crne Gore       |
| Mông Cổ                     | Ulsyn Ikh Khural          |
| Na Uy                       | Stortinget                |
| Nepal                       | Quốc hội Nepal            |
| New Zealand                 | Parliament                |
| Palestine                   | Al-Majlis al-Tashrī`iyy   |
| Papua New Guinea            | Quốc hội Papua New Guinea |
| Saint Kitts và Nevis        | National Assembly         |
| Saint Vincent và Grenadines | House of Assembly         |
| Samoa                       | Fono                      |
| Scotland                    | Holyrood                  |
| Serbia                      | Narodna skupština         |
| Singapore                   | Parliament                |
| Slovakia                    | Národná rada              |
| Sri Lanka                   | Quốc hội Sri Lanka        |
| Đài Loan                    | Quốc dân Đại hội          |
| Tanzania                    | Quốc hội Tanzania         |
| Thổ Nhĩ Kỳ                  | Meclis                    |
| Thụy Điển                   | Riksdag                   |
| Ukraina                     | Verkhovna Rada            |
| Vanuatu                     | Quốc hội Vanuatu          |

### Lưỡng viện
| Quốc gia                                      | Nghị viện                                                    | Thượng viện                                       | Hạ viện                                            |
| --------------------------------------------- | ------------------------------------------------------------ | ------------------------------------------------- | -------------------------------------------------- |
| Anh (Vương quốc Liên hiệp Anh và Bắc Ireland) | Parliament                                                   | House of Lords                                    | House of Commons                                   |
| Antigua và Barbuda                            | Parliament                                                   | Senate                                            | House of Representatives                           |
| Áo                                            | Parlament                                                    | Bundesrat                                         | Nationalrat                                        |
| Ấn Độ                                         | Parliament Quốc hội                                          | Rajya Sabha Hội đồng các bang                     | Lok Sabha Hạ viện nhân dân, Viện dân biểu          |
| Bahamas                                       | Parliament                                                   | Senate                                            | House of Assembly                                  |
| Barbados                                      | Parliament                                                   | Senate                                            | House of Assmebly                                  |
| Belarus                                       | Nacyyanal'ny skhod                                           | Savet Respubliki                                  | Palata Pradstawnikow                               |
| Belize                                        | National Assembly                                            | Senate                                            | House of Representatives                           |
| Bhutan                                        | Gyelyong Tshogskhang                                         | Gyelyong Tshogde                                  | Gyelyong Tshogdu                                   |
| Bỉ                                            | Federaal Parlement                                           | Senaat                                            | Kamer van Volksvertegenwoordigers                  |
| Brasil                                        | Congresso Nacional                                           | Senado Federal                                    | Câmara dos Deputados                               |
| Campuchia                                     | Rathasaphea                                                  | Protsaphea                                        | Radhsphea                                          |
| Canada                                        | Parliament/Parlement                                         | Senate/Le Sénat                                   | House of Commons/Chambre des communes              |
| Đức                                           | Bundestag                                                    | Bundesrat                                         | Bundestag                                          |
| Ethiopia                                      | Mekir Bet                                                    | Yefedereshn Mekir Bet                             | Yehizbtewekayoch Mekir Bet                         |
| Grenada                                       | Parliament                                                   | Senate                                            | House of Representatives                           |
| Hoa Kỳ                                        | Congress                                                     | Senate Thượng viện                                | House of Representatives Hạ viện, Viện dân biểu    |
| Indonesia                                     | Majelis Permusyawaratan Rakyat Hội nghị hiệp thương nhân dân | Dewan Perwakilan Daerah Hội đồng đại diện khu vực | Dewan Perwakilan Rakyat Hội đồng đại diện nhân dân |
| Ireland                                       | Oireachtas                                                   | Seanad Éireann                                    | Dáil Éireann                                       |
| Iraq                                          | National Assembly                                            | Council of Union                                  | Council of Representatives                         |
| Jamaica                                       | Parliament                                                   | Senate                                            | House of Representatives                           |
| Nhật Bản                                      | 国会 Kokkai Quốc hội                                         | 参議院 Sangiin Tham nghị viện                     | 衆議院 Shūgiin Chúng nghị viện                     |
| Malaysia                                      | Parlimen Malaysia Quốc hội Malaysia                          | Dewan Negara Hội trường quốc gia                  | Dewan Rakyat Hội trường nhân dân                   |
| Myanmar                                       | Pyidaungsu Hluttaw                                           | Amyotha Hluttaw                                   | Pyithu Hluttaw                                     |
| Hà Lan                                        | States-General                                               | Eerste Kamer                                      | Tweede Kamer                                       |
| Pakistan                                      | Majlis-e-Shoora                                              | Senate                                            | National Assembly                                  |
| Philippines                                   | Kongreso ng Pilipinas                                        | Senate                                            | Kapulungan ng mga Kinatawan ng Pilipinas           |
| Ba Lan                                        | Parliament                                                   | Senado ng Pilipinas                               | Sejm                                               |
| România                                       | Parliament                                                   | Senate                                            | Chamber of Deputies                                |
| Saint Lucia                                   | Parliament                                                   | Senate                                            | House of Assembly                                  |
| Séc                                           | Parlament                                                    | Senát Parlamentu                                  | Poslanecká sněmovna Parlamentu                     |
| Slovenia                                      | Parliament                                                   | National Council                                  | National Assembly                                  |
| Nam Phi                                       | Parliament                                                   | National Council of Provinces                     | National Assembly                                  |
| Tây Ban Nha                                   | Cortes Generales Hội đồng chính                              | Senado Thượng viện                                | Congreso de los Diputados Viện đại biểu, Hạ viện   |
| Thụy Sĩ                                       | Federal Assembly                                             | Council of States                                 | National Council                                   |
| Thái Lan                                      | Quốc hội รัฐสภา, Rathasapha                                   | วุฒิสภา, Wuthisapha Thượng nghị viện                | สภาผู้แทนราษฎร, Saphaputhan Ratsadon Hạ nghị viện    |
| Trinidad và Tobago                            | Parliament                                                   | Senate                                            | House of Representatives                           |
| Úc                                            | Parliament                                                   | Senate Thượng viện                                | House of Representatives Hạ viện, Viện dân biểu    |
| Ý                                             | Parliament                                                   | Senate of the Republic                            | Chamber of Deputies                                |